# Corinne Michelle West
Corinne Michelle West (Chicago, 1908–Nueva York, 1991) fue una pintora estadounidense; también usó los seudónimos Mikael y Michael West. Formó parte del expresionismo abstracto.

## Biografía
Corinne Michelle West nació en Chicago, Illinois. Asistió al Conservatorio de Música de Cincinnati antes de trasladarse a la Academia de Arte de Cincinnati en 1925. Se graduó de la Academia de Arte de Cincinnati en 1930. West, el 26 de junio de 1930, en la Capilla Wesley de Cincinnati, se casó con el actor de teatro Randolph Nelson (1909-1978).
West se mudó a Nueva York en 1932. Comenzó a estudiar pintura con Hans Hoffman en la Art Student's League de Nueva York y arte comercial en la Escuela de Moda Traphagen. Después de graduarse y dejar las enseñanzas de Hofmann, en 1934 comenzó a estudiar con Raphael Soyer. Fue la musa de Arshile Gorky y, probablemente, su amante, aunque se negó a casarse con él cuando se lo propuso varias veces. Compartieron la pasión por el arte y visitaron museos y galerías juntos.
Las pinturas de West desde mediados de la década de 1930 hasta mediados de la de 1940 eran de estilo cubista y neocubista. En 1936 tuvo su primera exposición individual en el Rochester Art Club; también en 1936 había comenzado a firmar como Mikael para obtener mejores oportunidades y después de que Arshile Gorky le dijera que el nombre «Corinne» sonaba como el de una «hija debutante». Sin embargo, la sugerencia de Gorky se basaba en el prejuicio contra las mujeres en el mundo del arte, como había ocurrido con George Sand y George Eliot. En 1941 comenzó a usar el nombre de Michael, que usaba tanto en su vida cotidiana como en sus pinturas. En 1946, después de regresar a Nueva York desde Rochester, expuso en la Pinacotheca Gallery junto a Mark Rothko y Adolph Gottlieb. Se casó el 30 de junio de 1948 en Manhattan con el cineasta Francis Lee; se divorciaron en 1960.
West fue una de las pocas mujeres miembros del movimiento de la Escuela de Arte de Nueva York. Al crear su trabajo, West se inspiró en la teoría de la «energía viva» del escritor existencialista Henri Bergson y se guio por su creatividad y pasión instintivas. Durante la década de 1950, se dedicó al action painting, como muestra en obras como Poesía del espacio (1956). Expuso en la prestigiosa Stable Gallery de Manhattan en 1953 y tuvo una exposición individual en 1957 en la Uptown Gallery de la ciudad de Nueva York. En 1958 tuvo una exposición individual en la Galería Domino en Georgetown, Washington D. C.
En las décadas de 1960 y 1970, West realizó tres exposiciones individuales en Granite Gallery, Imaginary Art y Woman Art Gallery, todas en Nueva York. Su estilo en estos años se volvió más experimental, explorando técnicas de collage, caligrafía y tinción.
West también escribió una serie de 50 poemas en la década de 1940, incluido el poema The New Art en 1942. Posteriormente, en 1968, creó una serie de poemas-pinturas relacionados con la guerra de Vietnam.
West murió en 1991 en Nueva York. Cinco años después de su muerte, se llevó a cabo una retrospectiva de su trabajo en Pollock-Krasner House. La primera exhibición importante de su trabajo en la Costa Oeste se llevó a cabo póstumamente en la galería de Art Resource Group en Newport Beach, California, en 2010.

## Exhibiciones póstumas
- 1996
  - «Oher Artists of the 50s»
    - Galería de arte del campus de Kendall
    - Colegio Comunitario de Miami-Dade Miami
    - Pollock-Krasner House and Study Center Nueva York
- 1999
  - Michael West: Automatic Paintings
    - 123 Watts Gallery, Nueva York
- 2001
  - «Second to None: Six Artists of New York School»
    - Galería Thomas McCormick, Chicago
- 2005
  - «Rapt in the New York School»
    - El estudio Armonk, Nueva York
- 2007-2008
  - «Suitcase Paintings Small scale Abstract Expressionism»
    - Museo de Arte de Georgia, Atenas
    - Museo de Arte de la Universidad Ball State, Muncie
    - Museo de Bellas Artes de Utah, Salt Lake City
    - Galería Sydney Mishkin, Baruch College, Nueva York
    - Museo de Arte del Condado de Greenville, Greenville, Carolina del Sur
    - Museo de Arte de la Universidad de Loyola, Chicago[12]

## Obra

### Arlequín(1946)
Michelle West es considerada una de las pioneras del expresionismo abstracto, un estilo comúnmente asociado con Willem de Kooning y el action painting de Jackson Pollock. Adoptó un estilo que puede describirse como neocubista, utilizando fuertes pinceladas pictóricas para dar movimiento al lienzo. En un ensayo de enero de 1946, dice: «La nueva paz ha producido un mundo de hechos que se abren, y una velocidad que provoca cambios tanto en la materia como en la forma de hacer las cosas, un sistema diferente, el mundo del artista es repentinamente visto y sentido de una manera nueva». Con Arlequín, West investigó el «arte como proceso» y sus abstracciones expresivas se convirtieron en pinturas de acción más agresivas. Pintó dicho lienzo en la década de 1950 afirmando que la pintura fue su respuesta a la destrucción de la bomba atómica y las tensiones que surgieron de la Guerra Fría.